# رضا عزيز
رضا عزيز ممثل تونسي من مواليد 05 ديسمبر 1956 بمدينة الساحلين بولاية المنستير.

## أعماله
مسرحيات:
الإمتحان، القيل والقال، الحادث، الفرس ، التركة، دار العمار، نهاية كاراكوز، ممنوع الضحك، شيء يبكّش، زحل آف آم، سقف وقاعة، نهار ونص ثورة، ذراعك يا علاّف، الغابة السعيدة، براكساجورا، الجرح المفتوح، جحا في الرّحى، ماء البحر، السترة العجيبة، رحلة بحريّة، هذيان بالمليان، محكمة الفصول، عماد وسحر المواد
مسلسلات:
بنت الخزّاف، جندب الحكيم، عنبر اللّيل، ظفاير، إخوة وزمان، حسابات وعقابات، من أجل عيون كاترين، ناعورة الهواء، مكتوب4، قمرة سيدي محروس، التاكسي.
سلسلات:
ليلة الهروب من قرطاج، الوتيل، قصص عربية، ومنّا الجواب، ابحث معنا، اختيار.
أفلام قصيرة:
شريط X، حبيبة مسيكة
الأذاعة:
العديد من البرامج و المسلسلات الإذاعية على إذاعة المنستير، رباط أف أم، كنوز أفم أم، إذاعة تطاوين
عروض صوفية:
عرض الزيارة «لسامي اللجمي»
عرض ننده الأسياد

## الجوائز
• جائزة أحسن ممثّل بالأسبوع الأوّل للمسرح التّونسي سنة 1978, تونس
• جائزة أحسن ممثّل في الأيّام الأولى لمسرح الهواة ابن رشيق 1984
• الجائزة الثّالثة بمهرجان علي بن عيّاد حمّام الأنف (الركح البرونزي)